# Cosmo Haskard
Cosmo Dugal Patrick Thomas Haskard (Dublín, 25 de noviembre de 1916-Condado de Cork, 21 de febrero de 2017) fue un militar y administrador colonial del Reino Unido que se desempeñó como gobernador del territorio británico de ultramar de las islas Malvinas, en litigio con Argentina, entre 1964 y 1970, y también como Alto Comisionado del Territorio Antártico Británico, residente en Puerto Argentino/Stanley, durante el mismo período.

## Biografía

### Primeros años y familia
Nació en Irlanda, en ese entonces bajo dominio británico, siendo hijo de John McDougal, militar irlandés al servicio del Reino Unido, y Alicia Hutchins Haskard. Haskard vivió en Egipto y China, donde su padre sirvió en el Ejército Británico. A los once años de edad, se trasladó a Inglaterra donde fue educado. Se casó con Philada Stanley, londinense, y tuvieron un hijo.

### Servicio militar
Educado en la Universidad de Cambridge, sirvió en el Cuerpo de Entrenamiento de Oficiales de la universidad, alcanzando el rango de sargento mayor de la compañía de cadetes. Luego fue nombrado segundo lugarteniente en la unidad de infantería del contingente OTC de Cambridge el 1 de octubre de 1938. Se lo encomendó como segundo lugarteniente en el Royal Irish Fusiliers el 1 de noviembre de 1939, alcanzando el rango de capitán hacia el final de la Segunda Guerra Mundial.
En septiembre de 1945 fue nombrado Miembro de la Orden del Imperio Británico. En 1960 fue nombrado Compañero de la Orden de San Miguel y San Jorge y en 1965 Caballero comendador de la misma orden.
Fue ascendido el 1 de enero de 1949, con el rango honorario de mayor. Renunció a su comisión de reserva el 25 de noviembre de 1966, conservando el rango honorario de mayor.

### Gobernador colonial
Había pasado varios años en el protectorado de Nyasalandia hasta 1964 cuando fue nombrado gobernador en las Malvinas. En 1966 se encontraba en una misión económica en Londres cuando ocurrió el Operativo Cóndor, que se trató de un grupo de argentinos que tomó un avión comercial y lo desvió a la fuerza a las islas, aterrizando cerca de la casa de gobierno. Su esposa se encontraba en las islas.
Durante las negociaciones para la transferencia de soberanía de las islas Malvinas, en 1968 manifestó públicamente su «disgusto, consternación y enojo» por el memorándum de entendimiento entre la Argentina y el Reino Unido que buscaba solucionar la disputa de soberanía a favor del reclamo argentino. Desconfiando del gobierno argentino, Haskard voló a Londres donde se reunió con George Brown, Secretario de Estado de Asuntos Exteriores, y le comunicó el malestar de la población de las islas, buscando que el gobierno británico actuase a favor de ellos.
Previamente, Haskard había sido solicitado por el Foreign Office para informarle sobre las negociaciones con Argentina, siendo autorizado a informar sobre el memorándum al consejo ejecutivo isleño bajo juramento de secreto. Pese a ello las informaciones fueron divulgadas por el legislador malvinense Sydney Miller. Gracias a un fuerte lobby de la Falkland Islands Company y británicos de las islas, las negociaciones con Argentina fracasaron. Desde entonces, el gobierno británico le otorga importancia a los «deseos» de los malvinenses de ser británicos.
En 1971 el Reino Unido le dio su nombre a un sector montañoso en la Antártida, ubicado en las coordenadas 80°30′S 29°15′O / -80.500, -29.250.
Alcanzó los 100 años de edad. Vivía en Tragariff, en el área de la Bahía de Bantry en el Condado de Cork, desde su retiro del Servicio Colonial británico en 1971. El 21 de febrero de 2017 falleció en su hogar. Le sobrevivió su mujer, además de su hijo y tres nietos.